# Веймар
Веймар, або Ваймар, інколи Вимар (нім. Weimar нім. вимова: [ˈvaɪmaʁ] ( прослухати); лат. Vimaria або Vinaria, чеськ. Výmar) — місто в Німеччині, у федеральній землі Тюрингія. Станом на 31 грудня 2021 населення міста становить 65 620 ос.

## Історія
Вперше Ваймар згадується у документах середини X століття. З 946 по 1364 р. існувало графство Ваймар-Орламюнде. В 1573 р. Ваймар стає головним містом Саксен-Веймар-Айзенаського герцогства, яке з 1815 р. отримало статус Великого герцогства (існувало до 1918 р.). У другій половині XVIII — початку XIX століття Веймар був значним центром німецького Просвітництва. У 1775–1832 рр. тут жив Й. Гете, у 1799–1805 рр. — Ф. Шиллер, у 1708–1717 рр. — Й. С. Бах.
У 1919 р. у Ваймарі Національні засновницькі збори прийняли нову конституцію країни, і період історії Німеччини з 1919 по 1933 р. отримав назву Веймарська республіка.
Після приходу до влади Гітлера історія Ваймара була затьмарена створенням 1937 року недалеко від міста концтабору Бухенвальд. З кінця 1930-х по 1945 р. в Бухенвальді було знищено понад 56 тисяч чоловік із загального числа 250 тис. ув'язнених. Після приходу радянських військ тут знову був організований табір для інтернованих. За 5 років у ньому загинуло ще 3 тис. чоловік.
Ваймар — місце розташування керівних органів Уряду Української Народної Республіки в екзилі в 1944—1946 роках.

## Освіта
У Ваймарі діє Веймарська вища школа музики.

## Визначні місця
- Класичний Ваймар — історичний ансамбль міста Ваймара, внесений до списку Світової спадщини ЮНЕСКО
- Ваймарський замок
- Бібліотека герцогині Анни Амалії.
- Пам'ятник Гете і Шиллеру

## Відомі особистості

### Українці Веймару
- Криклій Артур Станіславович — український економіст.
- Кульчицький Сергій Петрович — Герой України, уродженець міста.

### Уродженці
- Марга Фаульштіх — німецький хімік скла.
- Карл Філіпп Емануель Бах — німецький композитор.